# Брук (округ, Західна Вірджинія)
Шаблон:StateAbbr_ 40°16′ пн. ш. 80°35′ зх. д. / 40.27° пн. ш. 80.58° зх. д.
Округ Брук (англ. Brooke County) — округ (графство) у штаті Західна Вірджинія, США. Ідентифікатор округу 54009.

## Історія
Округ утворений в  1797 з частини округу  Огайо і названий на честь Роберта Брука, губернатора штату Вірджинія з 1794 по 1796.

## Демографія
За даними перепису 2000 року загальне населення округу становило 25447 осіб, зокрема міського населення було 14659, а сільського — 10788. Серед мешканців округу чоловіків було 12182, а жінок — 13265. В окрузі було 10396 домогосподарств, 7156 родин, які мешкали в 11150 будинках. Середній розмір родини становив 2,88.
Віковий розподіл населення поданий у таблиці:
| Стать    | До 15 років | 15-21 | 22-29 | 30-39 | 40-49 | 50-65 | 65-85 | Понад 85 |
| -------- | ----------- | ----- | ----- | ----- | ----- | ----- | ----- | -------- |
| Чоловіки | 2128        | 1291  | 1114  | 1627  | 1976  | 2211  | 1701  | 134      |
| Жінки    | 2105        | 1217  | 1135  | 1594  | 2062  | 2325  | 2448  | 379      |

## Суміжні округи
- Генкок — північ
- Вашингтон, Пенсільванія — схід
- Огайо — південь
- Джефферсон, Огайо — захід

## Виноски
1. ↑  West Virginia: Individual County Chronologies. West Virginia Atlas of Historical County Boundaries. The Newberry Library. 2003. Архів оригіналу за 20 листопада 2015. Процитовано 10 серпня 2015. [Архівовано 2015-11-20 у Wayback Machine.]
2. ↑  Archived copy. Архів оригіналу за 22 жовтня 2012. Процитовано 29 січня 2013.{{cite web}}:  Обслуговування CS1: Сторінки з текстом «archived copy» як значення параметру title (посилання)
3. ↑  U.S. Decennial Census. United States Census Bureau. Архів оригіналу за 26 квітня 2015. Процитовано 9 січня 2014.
4. ↑  Historical Census Browser. University of Virginia Library. Архів оригіналу за 30 травня 2019. Процитовано 9 січня 2014.
5. ↑  Population of Counties by Decennial Census: 1900 to 1990. United States Census Bureau. Архів оригіналу за 3 червня 2013. Процитовано 9 січня 2014.
6. ↑  Census 2000 PHC-T-4. Ranking Tables for Counties: 1990 and 2000 (PDF). United States Census Bureau. Архів оригіналу (PDF) за 18 грудня 2014. Процитовано 9 січня 2014.
7. ↑  State & County QuickFacts. United States Census Bureau. Архів оригіналу за 7 липня 2011. Процитовано 9 січня 2014. [Архівовано 2011-08-06 у Wayback Machine.](англ.) Наведено за англійською вікіпедією.
8. ↑  American FactFinder. Бюро перепису населення США. Архів оригіналу за 26 лютого 2012. Процитовано 31 січня 2008. [Архівовано 2008-05-21 у Wayback Machine.]

| США | Це незавершена стаття з географії США. Ви можете допомогти проєкту, виправивши або дописавши її. |